# Koppe (Einheit)
Koppe war ein Flächenmaß in Riga. Der Begriff ist auch Zweitname für ein niederländisches Getreidemaß, siehe Kop (Einheit).
- 1 Koppe = 1,4864 Ar